# Aerodactylus

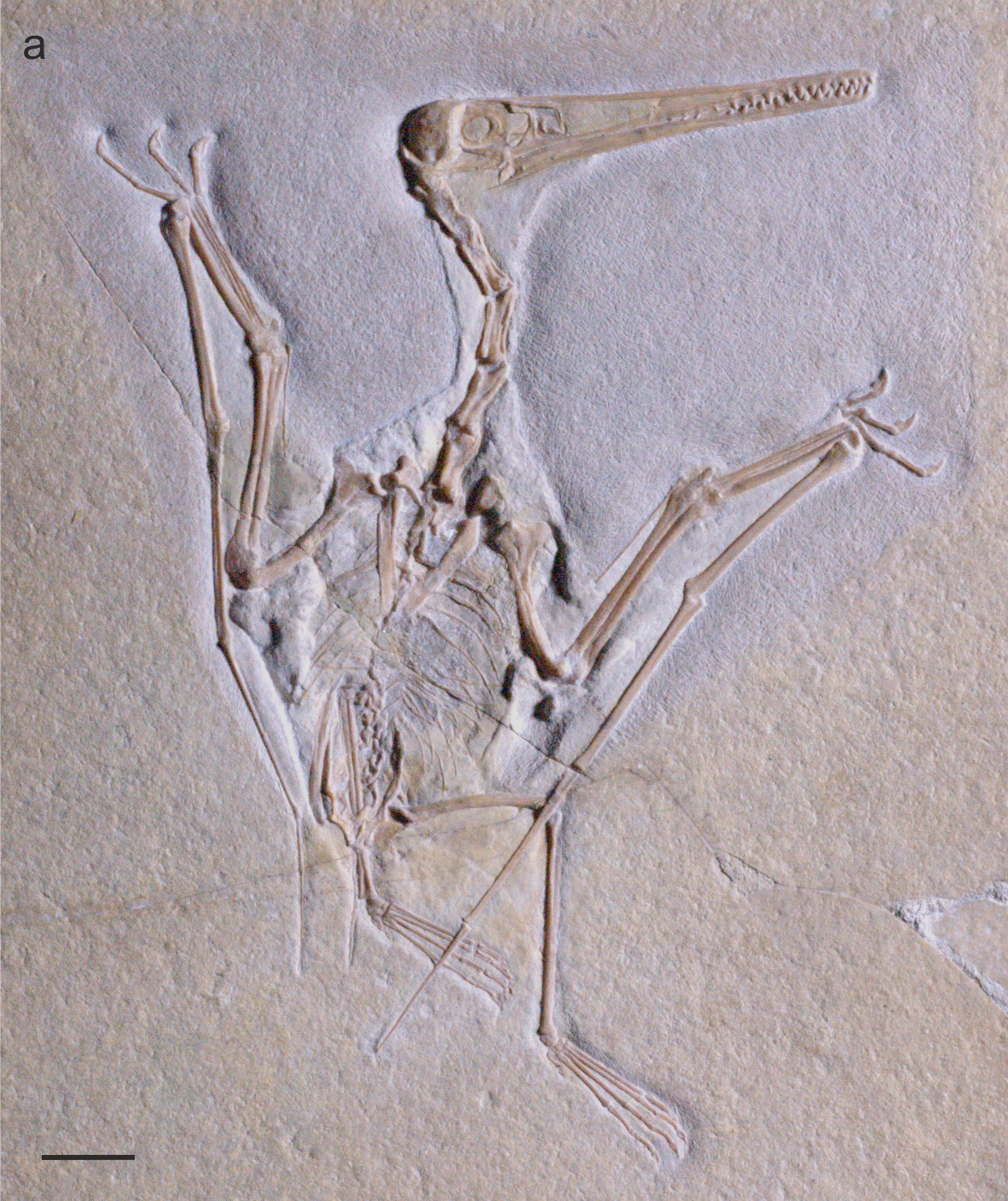
Resto fossile di Aerodactylus con preservate tracce dell'impronta dei tessuti molli

Aerodactylus (il cui nome significa "dito del vento") è un genere estinto di pterosauro pterodattiloide vissuto nel Giurassico superiore, circa 150.8-148.5 milioni di anni fa (Titoniano), in quella che oggi sono i calcari di Solnhofen, in Baviera, Germania. Il genere contiene una singola specie, ossia A. scolopaciceps, precedentemente considerata una specie di Pterodactylus.
Come tutti gli pterosauri, le ali di Aerodactylus erano formate da una membrana di pelle e muscolare che si estendeva dal quarto dito allungato della mano fino alle anche dell'animale. Le ali erano inoltre rinforzate internamente da fibre di collagene, ed esternamente da una membrana cheratinosa. Alcuni fossili ben conservati hanno dimostrato che  Aerodactylus era ricoperto da un sottile ma denso strato di picnofibre, e che possedeva una piccola cresta triangolare arrotondata sulla sua testa, così come una piccola cresta a corno posta sul retro del cranio. Aerodactylus deve il suo nome al Pokémon Aerodactyl.

## Descrizione

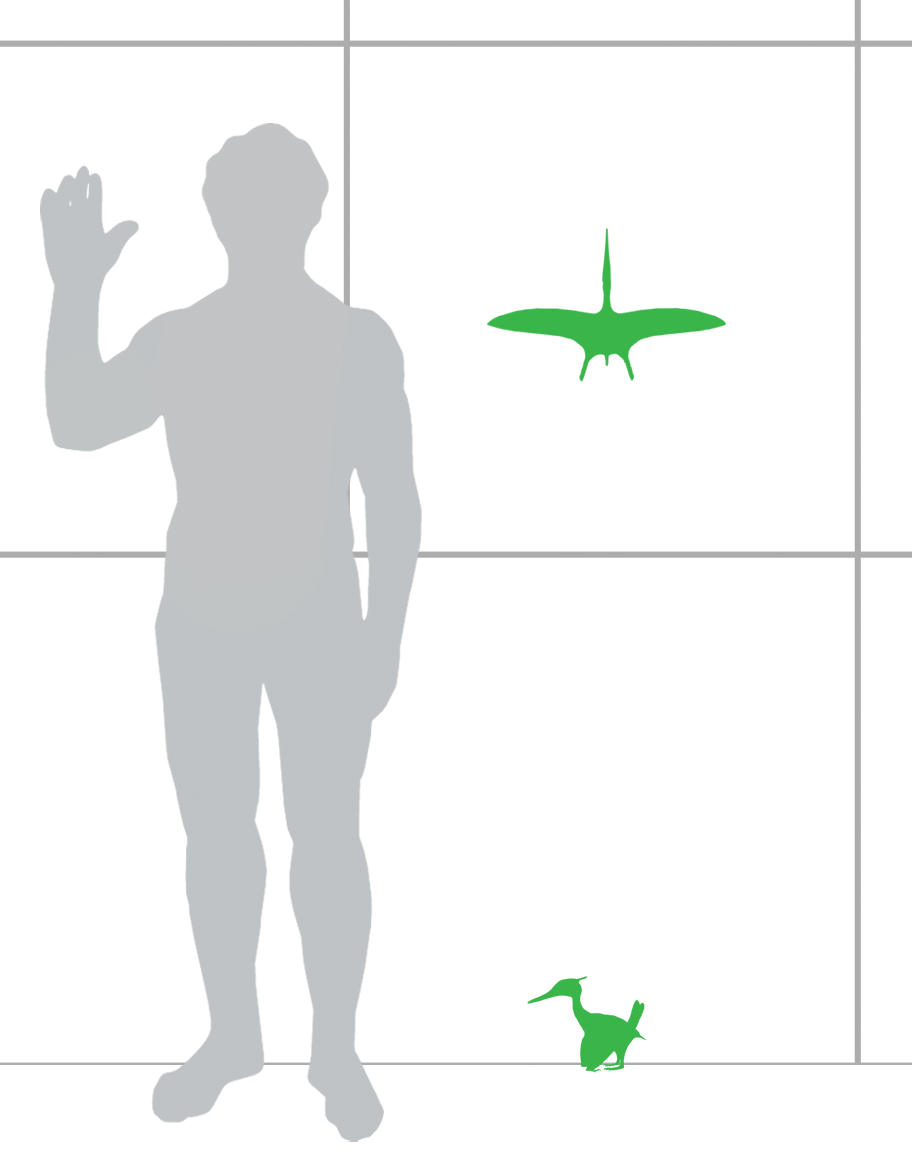
Dimensioni dell'esemplare più grande conosciuto (MCZ 1505), a confronto con un uomo

Aerodactylus è conosciuto da sei esemplari fossili, e anche se tutti sono esemplari molto giovani, tutti conservano scheletri completi. La scoperta di diversi esemplari con tracce di tessuti molli ben conservati ha permesso agli scienziati di ricostruire fedelmente l'aspetto in vita dell'Aerodactylus.
Il cranio di Aerodactylus era lungo e stretto con circa 64 denti, più ravvicinati tra loro verso la punta delle fauci. I denti si estendevano dalle punte di entrambe le mascelle, e la fila di denti finiva davanti alla parte anteriore della fenestra nasoantorbitale, la più grande apertura del cranio. A differenza di alcune specie correlate, il cranio e la mascella erano leggermente ricurve verso l'alto, anziché dritte. Sulla punta delle mascelle era presente un piccolo uncino cheratinoso simile ad un becco, non più grande dei denti che lo circondavano.
Il collo era lungo e ricoperto da lunghi ciuffi di picnofibre. Aerodactylus era inoltre fornito di una sorta di sacca golare, simile a quella dei moderni pellicani, che si estendeva da circa il centro della mandibola alla parte superiore del collo.
Aerodactylus, come gli pterosauri correlati, possedeva una cresta sul cranio composta principalmente da tessuti molli lungo la cima del cranio. Un esemplare (MCZ 1505, lastra di conteggio di BSP 1883 XVI 1) mostra una cresta di tessuto molle approssimativamente triangolare che si estende verso l'alto sopra la metà posteriore della fenestra nasoantorbitale e dell'orbita; la cresta era lunga 44-51 millimetri (circa il 38-45% della lunghezza totale del cranio) e raggiungeva un'altezza massima di 9,5 millimetri.
Bennett (2013) notò che altri precedenti autori hanno affermato che la cresta di tessuto molle di Pterodactylus si estendeva posteriormente al cranio; Bennett, tuttavia, non trovò alcuna prova che la cresta che si estendesse oltre la parte posteriore del cranio. L'unica cresta posta sul retro del cranio era un piccolo e corto corno o "linguetta" che si proiettava posteriormente al cranio. Il corno era composto principalmente da fibre lunghe e rigide, avvolte in un modello a spirale all'interno di una guaina conica di tessuto molle.
Le ali di Aerodactylus erano lunghe e le membrane delle ali sembrano non avere una copertura pelosa di picnofibre presente in alcuni pterosauri, come Pterorhynchus e Jeholopterus. La membrana alare si estendeva tra il quarto dito della mano allungato e le anche dell'animale, le zampe posteriori erano palmate, ed era presente un uropatagio (membrana secondaria tra i piedi e la coda), nonché un propatagio (membrana tra il polso e la spalla). Entrambi gli artigli delle dita e delle punte erano ricoperti di guaine di cheratina che si estendevano e si curvavano in ganci taglienti ben oltre i loro nuclei ossi.

## Storia della scoperta

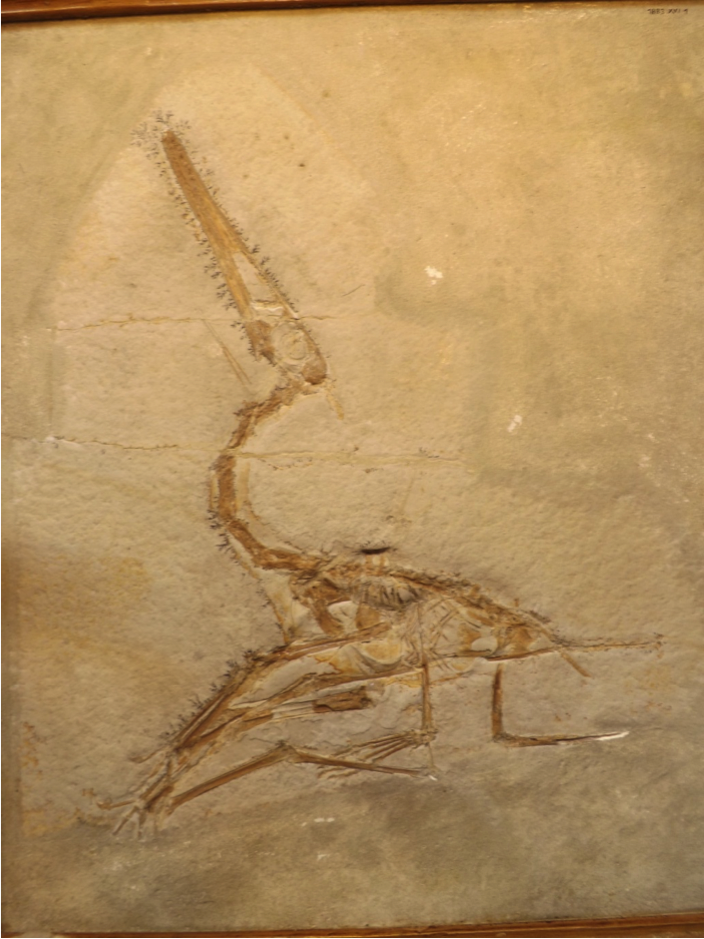
Esemplare BSP 1883 XVI 1, che conserva ancora l'impressione della cresta del capo

Nel 1850, Hermann von Meyer descrisse l'esemplare ora conosciuto dal suo numero di raccolta BSP AS V 29 a/b come un nuovo esemplare di Pterodactylus longirostris. Pterodactylus longirostris è un sinonimo junior di Ornithocephalus antiquus, ma Pterodactylus ha sostituito Ornithocephalus nel nome per uso popolare. Il campione BSP AS V 29 a/b è stato nuovamente discusso nel libro Fauna der Vorwelt (1860) di Meyer, questa volta sotto il nome di Pterodactylus scolopaciceps. Sia Zittel che Wagner in seguito sinonimizarono la nuova specie di Meyer, come sinonimo di P. kochi, nel 1883. Broili descrisse un secondo esemplare, descrivendolo come P. scolopaciceps, fiducioso che fosse una specie valida. Tuttavia, il nome scivolava nell'oscurità e Wellnhofer lo considerava un sinonimo junior di P. kochi. Nel 2013, P. kochi è stato rivisto da Bennet e viene sinonimizzato con P. antiquus. Vidovic e Martill non sono d'accordo con i risultati di Bennett considerando il contenuto di P. kochi come parafiletico. Quando Vidovic e Martill separarono P. scolopaciceps da P. kochi li considerarono così diversi che gli diedero un nuovo nome e lo assegnarono ad un nuovo genere, appunto Aerodactylus. Il nome Aerodactylus deriva dal greco antico e significa "dito del vento", traendo comunque ispirazione nel nome del Pokémon Aerodactyl, pokémon basato su una fusione di differenti caratteristiche pterosauriane.